# Adams (Ilocos Norte)
Adams is een gemeente in de Filipijnse provincie Ilocos Norte op het eiland Luzon. Bij de laatste census in 2010 telde de gemeente bijna tweeduizend inwoners.

## Geografie

### Bestuurlijke indeling
Adams bestaat uit 1 barangay.

### Topografie
Adams ligt in het uiterste noordoosten van Ilocos Norte tegen de grens met de provincies Cagayan en Apayao aan.

## Demografie
Adams had bij de census van 2010 een inwoneraantal van 1.785 mensen. Dit waren 263 mensen (17,3%) meer dan bij de vorige census van 2007. Ten opzichte van de census van 2000 was het aantal inwoners gegroeid met 305 mensen (20,6%). De gemiddelde jaarlijkse groei in die periode kwam daarmee uit op 1,89%, hetgeen lager was dan het landelijk jaarlijks gemiddelde over deze periode (1,90%).

De bevolkingsdichtheid van Adams was ten tijde van de laatste census, met 1.785 inwoners op 159,31 km², 11,2 mensen per km².